# Palis

Pâlis este o comună în departamentul Aube din nord-estul Franței. În 1 ianuarie 2018 avea o populație de 645 de locuitori.